# Три буквы (роман)
«Три буквы» — русский приключенческий («фантастический») коллективный роман, публиковавшийся в 1911 году на страницах «Синего журнала». В создании романа принимали участие известные литераторы того времени, в том числе Александр Куприн, Тэффи, Иероним Ясинский, Анатолий Каменский, Аркадий Аверченко и другие. Роман остался неоконченным. В 2019 году опубликовано факсимильное переиздание романа.

## Сюжет
Действие романа происходит в США (Сан-Франциско) и России (Одесса), в центре сюжета — история похищения бриллианта с тремя загадочными буквами и деятельность двух противоборствующих тайных организаций.

### Часть 1
В игорном доме «Кровавая Мышеловка» в Сан-Франциско русский капитан, князь Енгушев проигрывает крупную сумму и, чтобы отыграться, ставит на кон дорогой бриллиант из женской серёжки. Он срывает банк, однако бриллиант не могут найти, и Енгушев уезжает со своей спутницей, баронессой Марией. Из их разговора следует, что бриллиант был их талисманом, приносящим удачу. Чтобы успокоить Марию, Енгушев предъявляет ей другой бриллиант, говоря, что потерянный был копией.

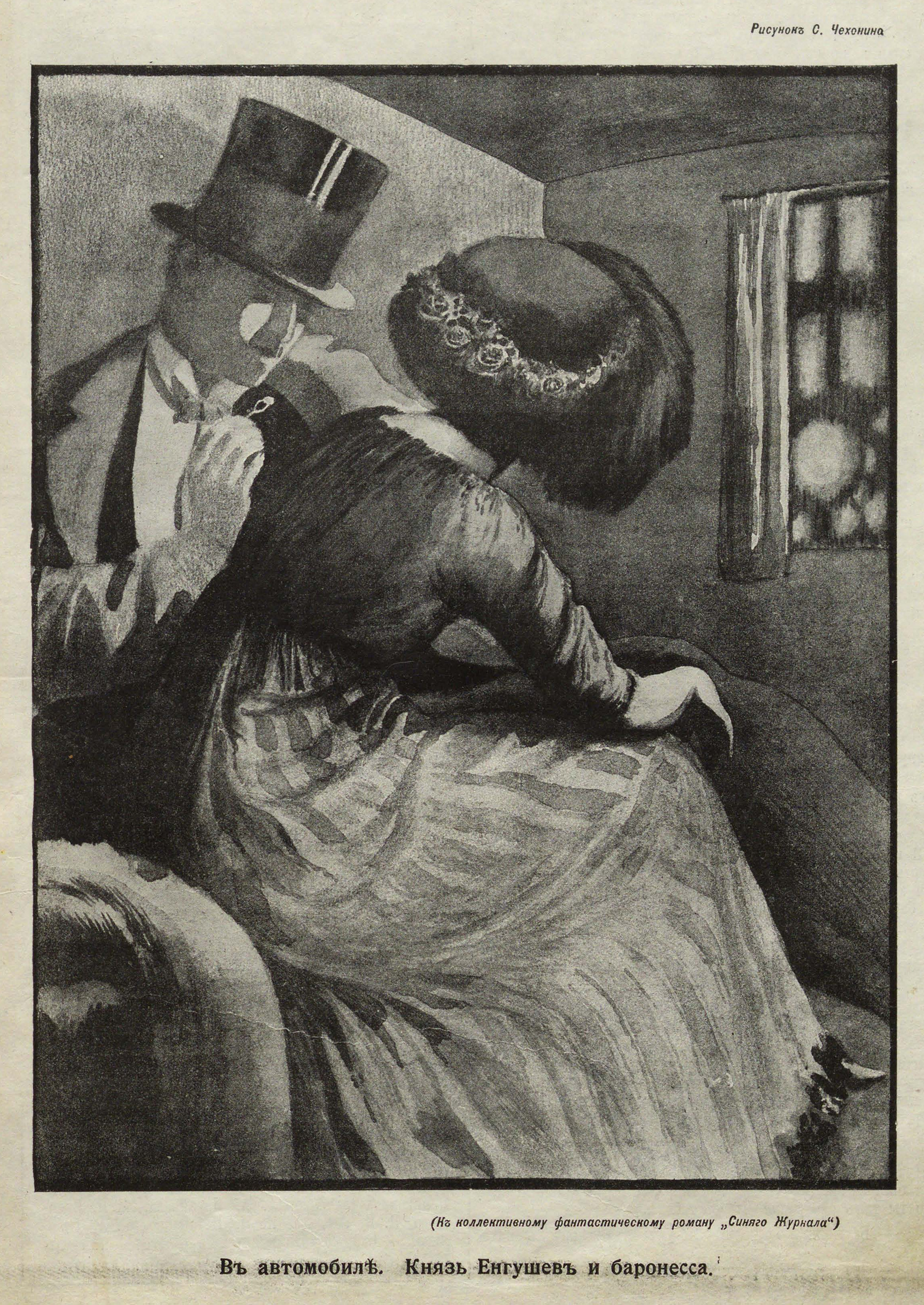
Енгушев и баронесса в автомобиле. Илл. С. В. Чехонина

Настоящий же бриллиант тайно похищает крупье «Кровавой Мышеловки», который передаёт его молодому человеку по имени Перси. На бриллианте видны три знака, похожих на буквы древнееврейского алфавита. Перси перекрашивается в чёрный цвет и выдаёт себя за Тома Квика, слугу-негра. Он вшивает бриллиант себе под кожу возле колена. На следующий день пропажу бриллианта обсуждают художники, собравшиеся, чтобы нарисовать коллективную картину-портрет. Хозяин мастерской Шеррисон рассказывает, что подобный бриллиант когда-то был и у него и принёс ему славу, но затем его украл какой-то русский матрос. Сам же этот бриллиант известен ещё со времён царя Соломона, побывал у множества владельцев и всем приносил счастье. По ошибке в мастерскую Шеррисона заходит Том Квик, который из-за сильной боли в ноге ищет живущего по соседству доктора. Шеррисон бьёт негра по ноге, и бриллиант выскакивает, однако художники не могут найти его на полу. Тем временем созданная художниками коллективная картина пользуется большим успехом, и они совершают кругосветное путешествие. Вернувшись в Сан-Франциско, Шеррисон отдаёт старые ботинки лакею. Лакей находит в подошве ботинка воткнувшийся туда бриллиант.

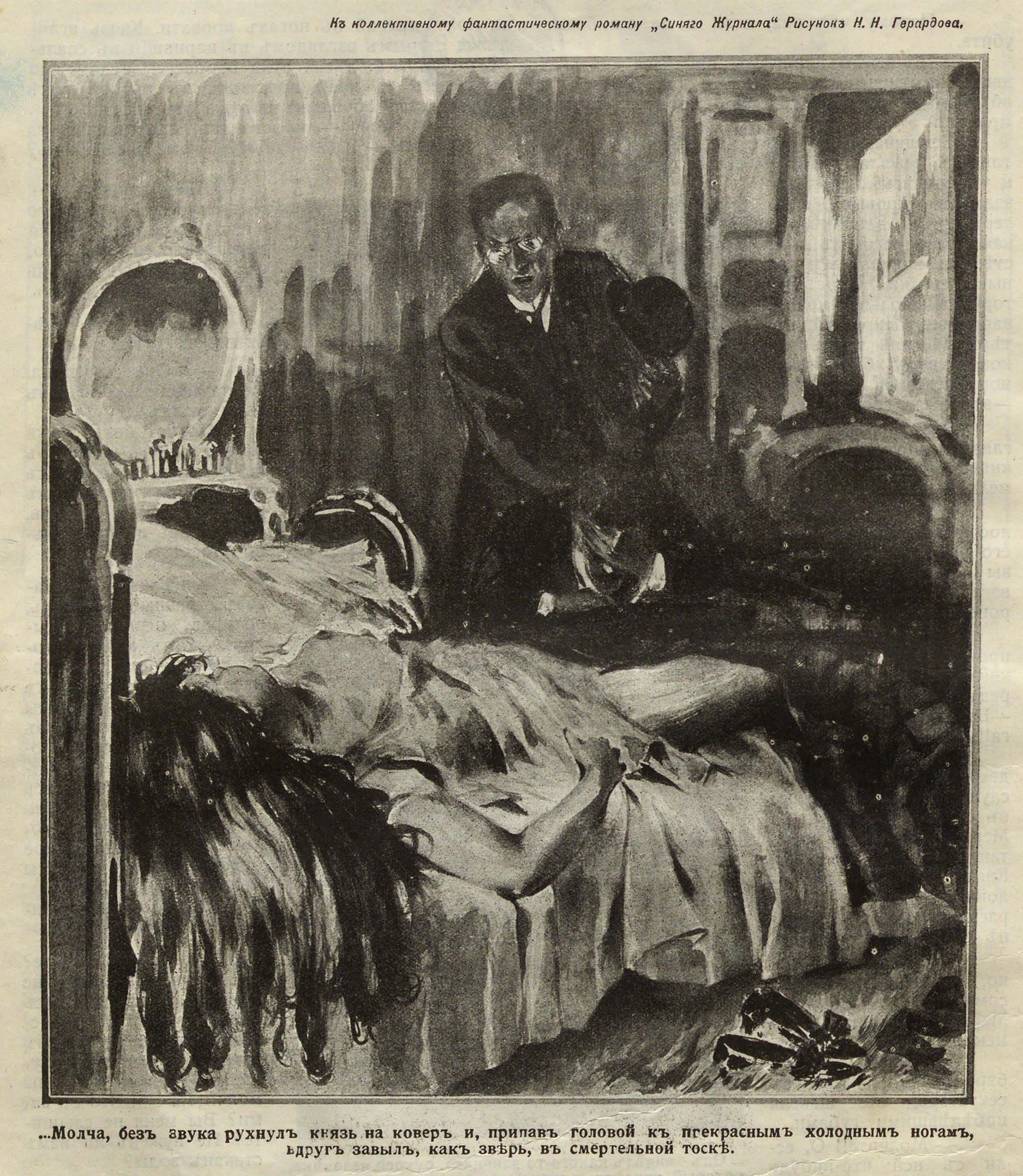
Баронесса убита. Илл. Н. Н. Герардова

На сеансе в кинематографе Перси видит на экране фильм с русской эскадрой и князем Енгушевым, и выкупает киноленту у владельца кинотеатра. Дома, рассматривая плёнку под микроскопом, Перси видит на бриллианте цифры «1-7-2». От имени ротмистра Персина он пишет в Петербург шифровку о том, что доказана принадлежность Енгушева к тайной «Лиге ста семидесяти двух армий и флотов», целью которой является «уничтожение войн и создание единого мирового государства».
Баронессу Марию, любовницу Енгушева, обнаруживают убитой у себя дома, причем на месте вынутого у неё глаза оказывается бриллиант (дубликат, который Енгушев выдавал за настоящий, чтобы успокоить баронессу). Репортёру Спрингу внезапно приходит в голову мысль, что убийство было совершено в целях рекламы фирмы, изготовляющей фальшивые бриллианты, однако, когда он делится своей догадкой с инспектором полиции, появляется старик-ювелир, который утверждает, что поддельный камень несколько дней назад изготовил лично он по просьбе Енгушева. По утверждению старика, знаки на камне были не цифрами 1-7-2, а еврейскими буквами «гимель, заин и иот». Тем же вечером приходит известие о том, что в квартале Неси-Гиль произошел взрыв «адской машины» в доме, куда заходил мистер Перси. Прибывшие на место полицейские обнаруживают сохранившиеся после взрыва бумаги ротмистра Персина, из которых узнают о «Лиге ста семидесяти двух».

### Часть 2
В Одесскую гавань неожиданно прибывает иностранная яхта «Нирвана», капитан которой представляется финном Эдвином Терве. Терве оказывается тем же человеком, который ранее был известен как Перси и ротмистр Персин, а теперь действует под новым именем (настоящее же его имя Матти). В Одессе оказываются также репортёр Спринг и художники Калина и Крабб из компании Шеррисона. После того, как на «Нирвану» садится знакомая Терве, Эвелина Дэконор, яхта покидает гавань и в море проплывает мимо парохода, с которого бросается в воду пожилой человек по имени Укко. «Нирвана» подбирает его: Укко, как и Терве, оказывается ключевым членом тайного общества, которое борется против милитаризма и призывает «расковать мечи на орала», «поставить на одну ступень женщину и мужчину», «сравнять права богатых и бедных». Главным их врагом является Енгушев и общество «Ста семидесяти двух».
Спринг, Калина и Крабб, почуяв, что «Нирвана» может быть связана с тайной бриллианта, преследуют её на яхте «Иван Иванович», однако затем возвращаются на берег ни с чем (по другой версии, их яхта тонет, и их подбирает «Нирвана»). В городе Калина внезапно обнаруживает на улице своего старшего брата, с которым он расстался десять лет назад перед эмиграцией. Калина просит брата о помощи, и тот посылает трёх товарищей под видом «американцев» в свою усадьбу на берегу моря. Через несколько дней там неожиданно пристаёт к берегу «Нирвана», сменившая название: молодой человек (Терве) и девушка (Эвелина) просят приютить заболевшего в пути пожилого человека (Укко). Между тем к приказчику усадьбы приходит человек в синих очках и тайно поселяется в усадьбе, чтобы следить за происходящим.

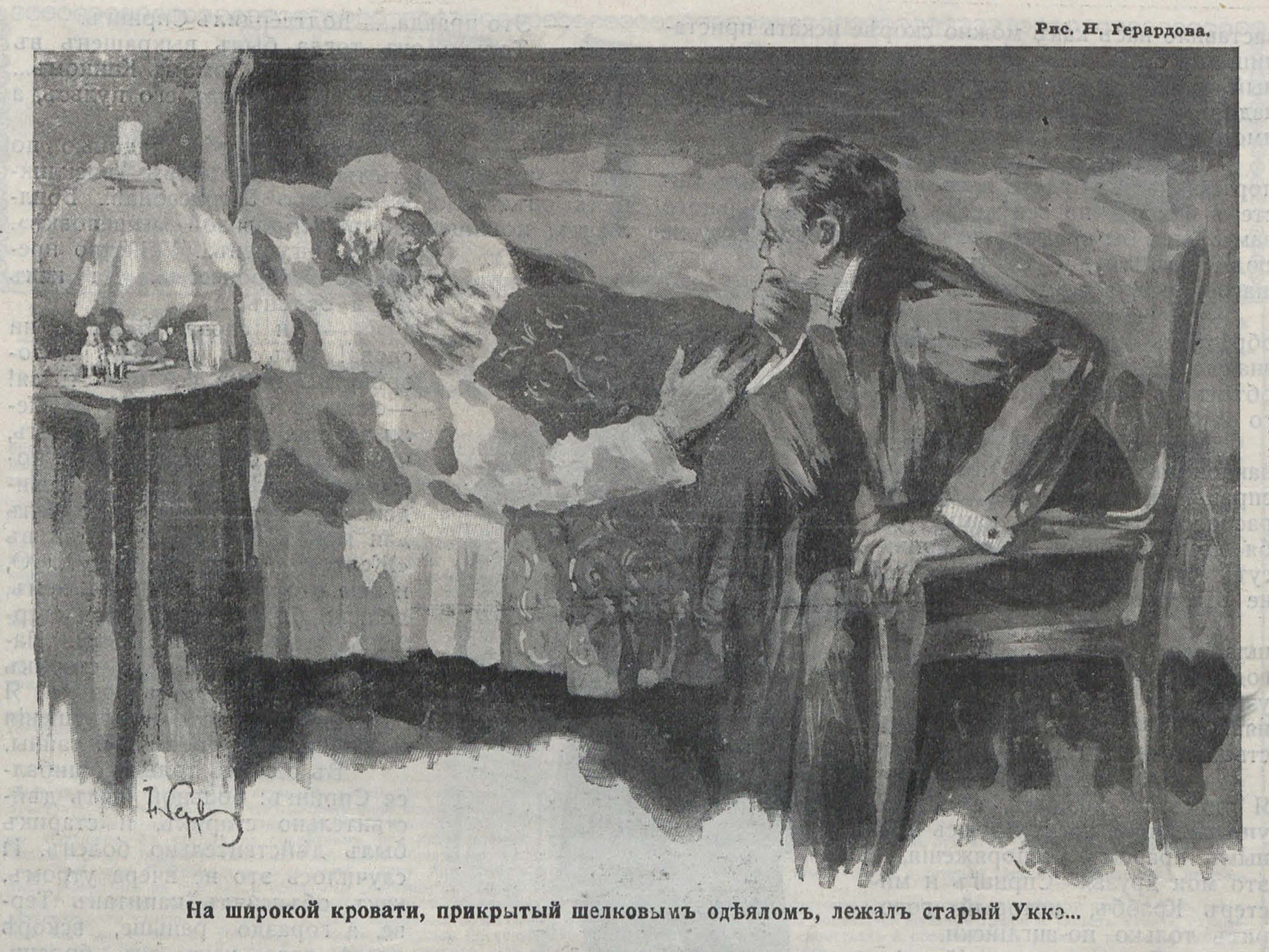
Терве у постели умирающего Укко. Илл. Н. Н. Герардова

Умирающий Укко, называющий Терве своим сыном, просит привести к нему русского священника для исповеди. Терве решает подслушать исповедь в коридоре; в свою очередь, Спринг прячется под кроватью, обнаруживая там же человека в синих очках. Во время исповеди старик Укко признаётся, что убил шесть своих жён, забрав их богатство, а потом многие годы искал женщину, которую он может полюбить, пока не встретил баронессу Марию. Однако, узнав о её измене, он задумал страшную месть: убить её, когда она будет счастлива с другим. Укко создаёт «тайное общество объединения флотов всего мира», девизом которого становятся три древнееврейские буквы, в которые сам Укко не вкладывал никакого смысла. Одним из членов общества был русский Енгушев, которому Укко дал богатство и купил княжеский титул, чтобы обратить на него внимание Марии. Когда Мария полюбила Енгушева и отправилась за ним в Сан-Франциско, Укко последовал за ними и убил Марию в момент ожидания князя. Вставив ей в глаз поддельный бриллиант, настоящий он смог вернуть себе. Перед смертью Укко просит Перси взять с яхты молитвенник и положить в его могилу. Внезапно появляются люди, которые объявляют, что все находящиеся в доме арестованы. Терве, чтобы исполнить волю покойного, отправляется на яхту за молитвенником и находит в потайном ящичке бриллиант. Когда он с молитвенником возвращается на берег, яхта взрывается и сгорает.

## Структура и авторы
| Глава   | Название                                          | Автор              | Номер журнала   |
| ------- | ------------------------------------------------- | ------------------ | --------------- |
|         | Вместо вступления                                 | Василий Регинин    | № 14 (26 марта) |
| Часть 1 |                                                   |                    |                 |
| I       | «Кровавая мышеловка»                              | Александр Куприн   | № 14            |
| II      | Роковой бриллиант                                 | Александр Куприн   | № 14            |
| III     | Судьба                                            | Александр Куприн   | № 14—15         |
| IV      | Древнееврейские буквы                             | Александр Куприн   | № 15            |
| V       | Дьявольский замысел                               | Тэффи              | № 15            |
| VI      | Чёрная Салли                                      | Тэффи              | № 15            |
| VII     | Сам себе лакей                                    | Тэффи              | №16             |
| VIII    | Небоскрёб в Гилл-Миксте                           | Иероним Ясинский   | №16             |
| IX      | Ещё нечто таинственное                            | Иероним Ясинский   | №16             |
| X       | Даже нечто легендарное                            | Иероним Ясинский   | №17             |
| XI      | Продолжение легенды                               | Иероним Ясинский   | №17             |
| XII     | К боксу!                                          | Иероним Ясинский   | №17             |
| XIII    | Боксом                                            | Иероним Ясинский   | №18             |
| XIV     | Эпоха соединённых мётл                            | Иероним Ясинский   | №18             |
| XV      | Опять бриллиант                                   | Иероним Ясинский   | №18             |
| XVI     | Баронесса                                         | Анатолий Каменский | №19             |
| XVII    | Загадочная серьга                                 | Анатолий Каменский | №19             |
| XVIII   | Вахтенный Фёдор                                   | Анатолий Каменский | №19             |
| XIX     | Кинематограф «Завтрашний день»                    | Анатолий Каменский | №20             |
| XX      | Торжество фотографии                              | Анатолий Каменский | №20             |
| XXI     | Неслыханный покупатель                            | Анатолий Каменский | №20             |
| XXII    | Братская кровь                                    | Анатолий Каменский | №21             |
| XXIII   | Микроскоп мистера Перси                           | Анатолий Каменский | №21             |
| XXIV    | Донесение ротмистра Персина                       | Анатолий Каменский | №21             |
| XXV     | Особняк                                           | Аркадий Аверченко  | №22             |
| XXVI    | Глаз баронессы                                    | Аркадий Аверченко  | №22—23          |
| XXVII   | Арест                                             | Аркадий Аверченко  | №23—24          |
| XXVIII  | Разговор с Даусоном                               | Аркадий Аверченко  | №24             |
| XXIX    | Волнения в Сан-Франциско                          | Пётр Гнедич        | №24—25          |
| XXX     | В редакции газеты «The Rakchell»                  | Пётр Гнедич        | №25             |
| XXXI    | Мистер Тоони и мистер Кеблес, или новые горизонты | Пётр Гнедич        | №25—26          |
| XXXII   | Начало разоблачений мистера Кеблеса               | Пётр Гнедич        | №26—27          |
| XXXIII  | Счастливые дни «Кровавой мышеловки»               | Александр Измайлов | №27             |
| XXXIV   | Так кто же убийца?                                | Александр Измайлов | №27—28          |
| XXXV    | Эврика!                                           | Александр Измайлов | №28             |
| XXXVI   | Гениальность или помешательство?                  | Александр Измайлов | №28—29          |
| XXXVII  | У короля сыска                                    | Александр Измайлов | №29             |
| XXXVIII | Неожиданная улика                                 | Александр Измайлов | №29             |
| XXXIX   | Неожиданный свидетель                             | Александр Измайлов | №29—30          |
| XL      | Три древнееврейские буквы                         | Александр Измайлов | №30             |
| XLI     | Потерянный день репортёра                         | Александр Измайлов | №31, 32         |
| XLII    | Адская машина в улице Неси-Гиль                   | Александр Измайлов | №31             |
| Часть 2 |                                                   |                    |                 |
| I       | Командор Бодряго                                  | Владимир Тихонов   | №32—33          |
| II      | Нирвана                                           | Владимир Тихонов   | №33—34          |
| III     | Эдвин Терве                                       | Владимир Тихонов   | №34—36          |
| IV      | Русские американцы                                | Владимир Тихонов   | №36—37          |
| V       | Человек за бортом                                 | Владимир Тихонов   | №37, 39—40      |
| VI      | Тайна «Нирваны»                                   | Владимир Тихонов   | №40—41          |
| VII     | «Иван Иванович»                                   | Владимир Тихонов   | №41             |
| VIII    | Неожиданный брат и новая опасность                | Игнатий Потапенко  | №41—44          |
| IX      | Умирающий дьявол                                  | Игнатий Потапенко  | №44—49          |
| X       | Страшная исповедь                                 | Игнатий Потапенко  | №49—51          |
|         | Письмо к читателям                                | Василий Регинин    | №51 (9 декабря) |

## История создания

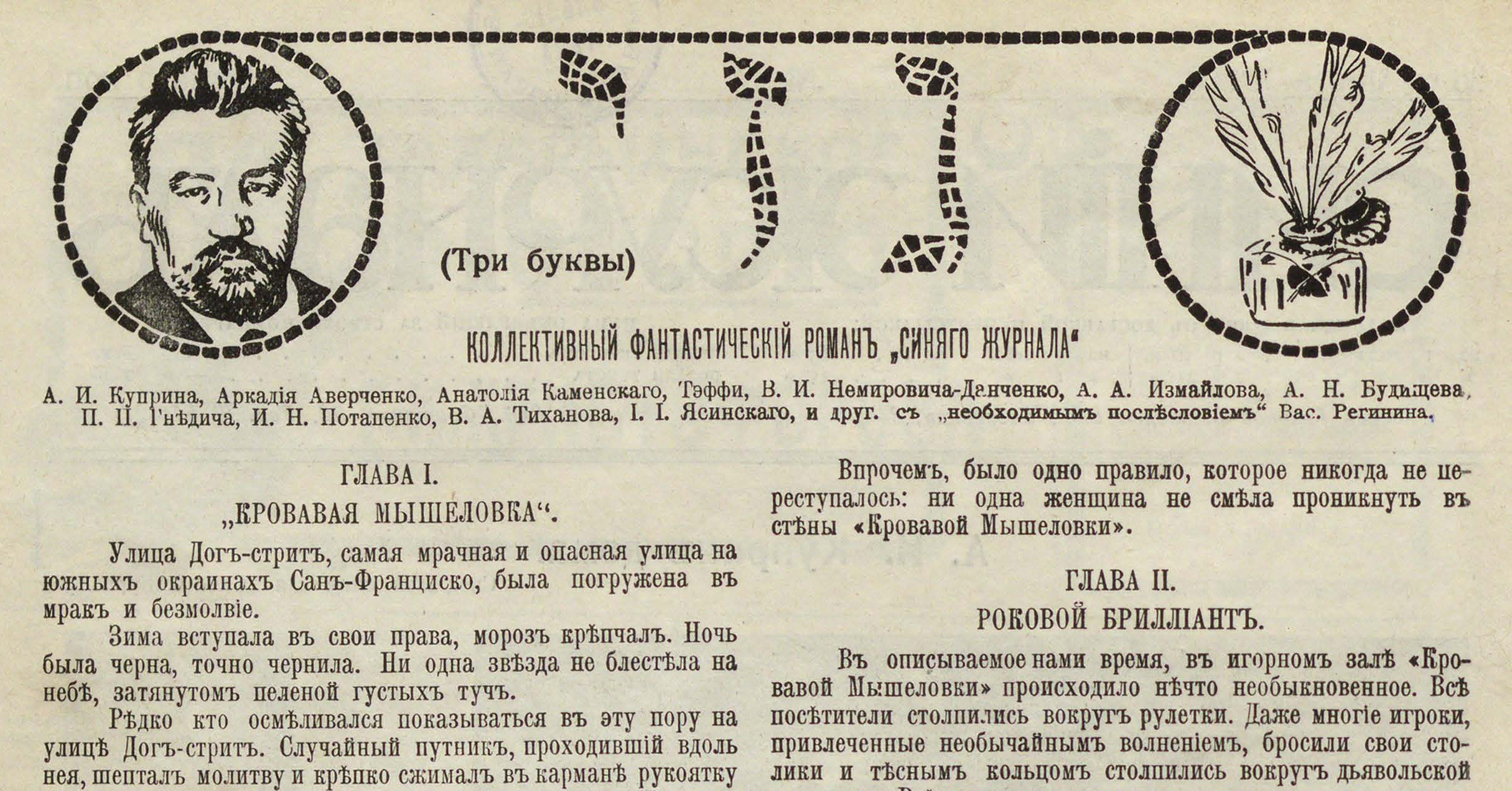
Начало глав А. И. Куприна в № 14 за 1911 год

Сообщения «о „сенсационном“ фантастическом романе „Синего журнала“» появились в журнале в начале 1911 года. Редакция писала, что «„коллективный“ роман известных русских писателей» будет создан «по совершенно новой схеме: одну часть пишет один писатель, другую — другой, третью — третий. При этом никакого предварительного соглашения между авторами не существует». В портфеле редакции уже имелись главы, написанные А. Куприным, при этом предполагалось, что продолжать его будут И. Н. Потапенко, И. И. Ясинский, П. П. Гнедич, А. Т. Аверченко, Тэффи, А. Каменский, О. Дымов, В. И. Немирович-Данченко, А. Измайлов и др. (В других анонсах в качестве предполагаемых авторов упоминались также А. Н. Будищев, А. С. Рославлев.) Закончить же роман должен был вновь А. Куприн. По словам редакции, «Писателям дан полный простор для фантазии. Их творчество не связано никакими условиями, не ограничено никакими рамками».
Роман печатался в номерах с 14-го (26 марта) по 51-й (9 декабря), за исключением № 38. В № 14 после первых глав А. Куприна был помещён материал Василия Регинина «Вместо вступления к коллективному фантастическому роману „Синего журнала“», где редактор ещё раз остановился на особенностях произведения, отметив, что «план прост: объединённые одним стремлением дать живой, увлекательный рассказ, авторы романа, сплетая фантазию с действительностью, поведут читателя исключительно по пути интересной и увлекательной фабулы, которая будет развиваться с каждой главой всё пышнее и пышнее».
В каждом номере перед новым главами публиковался краткий пересказ предыдущих. Иллюстрирован роман был видными книжными графиками того времени — Н. Герардовым, С. Чехониным, В. Лебедевым и В. Сварогом.

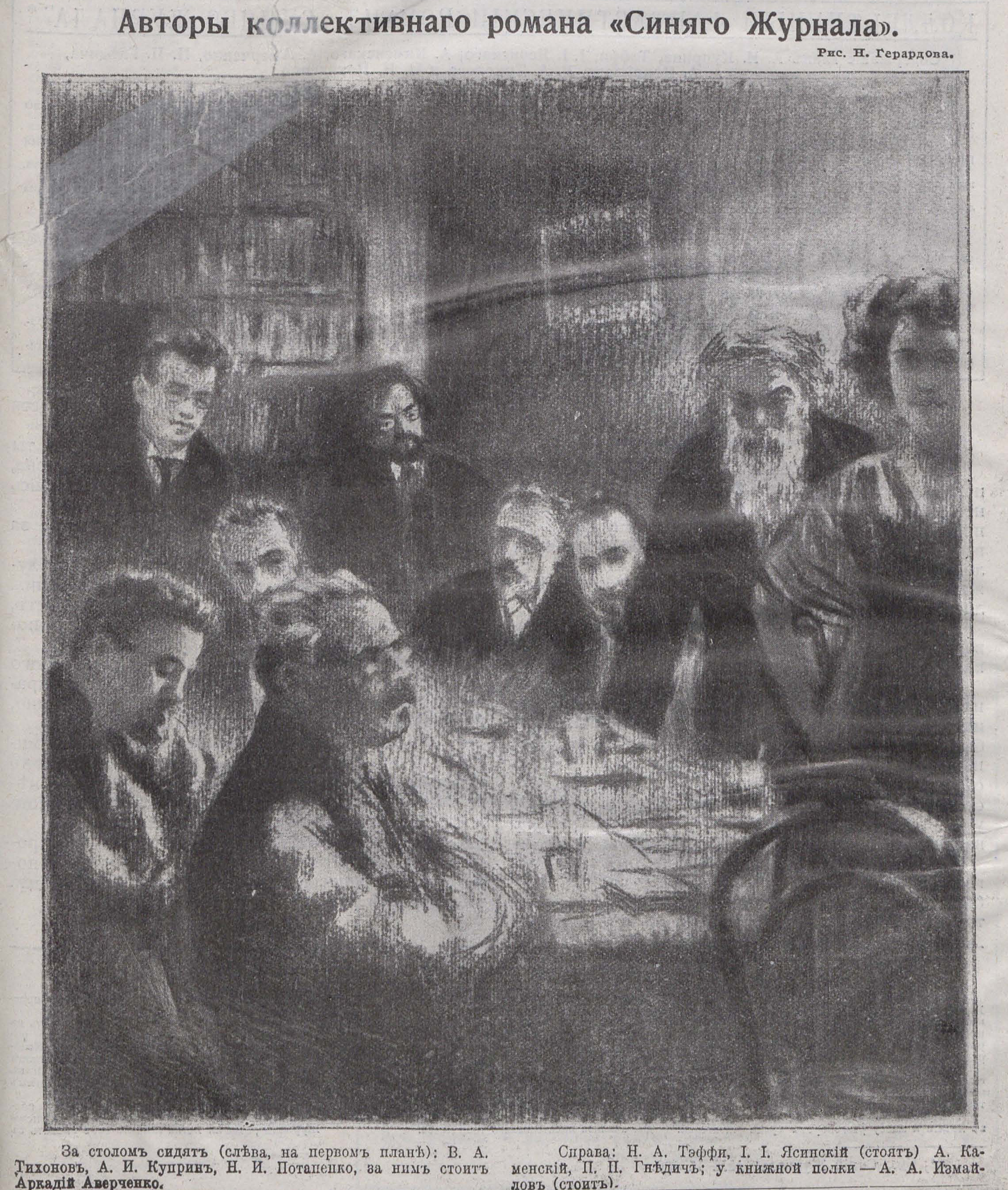
Авторы романа. Рис. Н. Н. Герардова

На обложке № 51 был помещён коллективный портрет авторов романа (рис. Н. Герардова) и короткое окончание главы «Страшная исповедь» И. Потапенко. За ним следовало «Письмо к читателям» Василия Регинина, в котором сообщалось, что из-за болезни последнего автора, А. Н. Будищева, печатание почти завершённого романа вынужденно приостановлено. Редактор также отвечал на критику романа, упоминая уже имевшиеся в русской литературе примеры коллективного творчества (роман А. С. Суворина и др. в «Новом времени» и роман, который сидя под арестом начинали писать В. Г. Короленко с группой писателей). При этом Регинин выражал надежду на то, что роман будет закончен и тогда «много тёмное и загадочное, что волновало читателей, станет простым и ясным». Письмо сопровождалось фотографией А. Будищева и его кратким посланием, в котором говорилось, что «тяжёлый недуг» не позволяет ему приступить к участию в романе, поскольку врачами ему «безусловно воспрещена» всякая работа.
Переиздан (факсимильным способом) роман был в 2019 году издательством «Salamandra P.V.V.» в качестве выпуска серии «Polaris».

## Оценки
Роман известен в значительной степени в связи с участием в нём А. И. Куприна. Так, Корней Чуковский в очерке творчества Куприна писал о том, что «в эпоху реакции 1907—1913 годов в Петербурге разрослась чертополохом крикливая и беспринципная жёлтая пресса, начисто порвавшая с героическими традициями недавнего прошлого», в том числе и «Синий журнал». При этом, если «Мамин-Сибиряк, Короленко и Горький отнеслись к этой прессе враждебно», то Куприн, «вышедший из низов бесшабашной газетной богемы, почувствовал здесь родную стихию и стал охотно поставлять низкопробным бульварным изданиям развлекательное, пустозвонное чтиво»:

Среди них он был словно кит среди мелкой рыбёшки, но рыбёшка слишком тесно окружила — и в конце концов поработила — его. Он стал рьяным участником всех её литературных затей, рассчитанных на громкую сенсацию, и, когда она вздумала создать коллективный уголовный роман «Три буквы», без дальних раздумий вступил в эту пёструю артель.

Л. И. Яснева отмечает, что участие Куприна в романе может объясняться только пародийным характером произведения, в котором высмеивались штампы «бульварного чтива» типа ранних романов Брешко-Брешковского или произведений о Нате Пинкертоне. Пародийны и главы других авторов (Тэффи, Ясинский, Аверченко). В целом исследователь заключает, что объектом сатирической насмешки роман «избирает не какое-то конкретное произведение, а целое направление, широкий поток литературы, который с разных сторон проецируется на его сатирическую плоскость, постоянно открывая читателю позразумеваемый „второй план“».
По мнению Т. А. Каймановой, «можно предположить, что сюжет Куприна о бриллианте с магическими буквами-заклинаниями впоследствии лег в основу повести „Звезда Соломона“». Ф. И. Кулешов, говоря о том, что «Три буквы» остались незавершёнными, отмечает, что «с пародийным романом „Любовь Армана и Генриэтты“ произошло то же, что и с приключенческим „Три буквы“», однако в действительности «Любовь Армана и Генриэтты» является коротким законченным сочинением Куприна (опубликовано в 1908 году), которое «представляет собой лаконичную и остроумную пародию» и «напоминает конспект целого романа».